# 日正當中 (電視劇)
《日正當中》為2003年民視八點檔連續劇，為2001年《情義》的續作，主要描述台灣官商勾結、黑白掛勾的醜態，當今混亂的社會環境及黑白兩道企業的起起落落。
此劇於2003年4月11日開鏡，8月6日接檔《青龍好漢》首播，2004年3月1日播出大結局，共有148集。

## 故事大綱
江湖對耀輝（霍正奇飾）來說，是一條不歸路。耀輝在牢裡服刑七年，原本以為出獄後能夠金盆洗手，孝順母親秀霞（解蓉飾），並與最愛的彩蘋（岳翎飾）過日子，卻料想不到自己逃不過命運的捉弄，出獄後被仇家方大方（張晨光飾）找上。耀輝答應過秀霞要徹底跟黑道撇清關係，無論大方出什麼手段，都堅持不反抗。
秀霞在耀輝出獄的前一年罹患重病，彩蘋為了籌錢治病，墜落風塵當陪酒小姐。為了不讓耀輝擔心，彩蘋寫封信給他，告訴他自己已經嫁給一位有錢人士，希望他能夠對自己死心。耀輝為了探聽彩蘋的下落，回到結拜兄弟黑雄（林義芳飾）開的茶藝館，才知道黑雄也被環境所逼，為了生存走回頭路，當周博正（陳霆飾）的手下，連彩蘋也在周博正的酒店上班。
因獄友秋田（唐從聖飾）的關係，耀輝與依婷（六月飾）結識。依婷對耀輝一見鍾情，對他付出並不渴求回報，甚至得知彩蘋被博正抓走後，跟著耀輝去救她。大方的兒子安倫（王識賢飾）尋找妹妹依婷時，偏巧救出了彩蘋，成為大方與耀輝談判的籌碼。耀輝必須選擇，是否該為了彩蘋違背對秀霞的約束，重出江湖，對抗大方。

## 演員名單
- 霍正奇飾陳耀輝
- 岳翎飾張彩蘋/劉敏華
- 王識賢飾方安倫(Allen)
- 張鳳書飾李英琪
- 六月飾方依婷
- 張晨光飾方大方
- 張瓊姿飾蔡美女
- 李㼈飾王文龍
- 林在培飾謝高明/方高明
- 林煒飾方安強
- 葉歡飾林家儀
- 崔浩然飾李英泰
- 陳霆飾周博正
- 石英飾方天祿
- 李芳雯飾廖麗如
- 劉玉婷飾王莉
- 韓瑜飾陳心蕙
- 林義芳飾黑雄
- 王美雪飾盧麗金
- 王耿豪飾王文豪
- 張琴飾王月琴
- 張銘飾邱嘉宏
- 蕭惠飾張千慧
- 倪子鈞飾馬波
- 解蓉飾陳秀霞
- 小戽斗飾李春福
- 張鈺凰飾管曉莉
- 律夢柔飾蔡珊妮
- 馬幼興飾邱志豪
- 高宇蓁飾管曉薇
- 聶秉賢飾王勝欽
- 呂旻蓁飾王淑真
- 米漿飾米漿
- 莊高任飾小高
- 陳萬號飾手下
- 黃俊飾黃德意
- 林楷文飾紅猴
- 雷洪飾洪興
- 許立華飾角頭
- 唐從聖飾劉秋田
- 林千鈺飾姚紋華
- 唐川飾菱角
- 吳炎棟飾冬叔
- 章永華飾阿東
- 洪誠陽飾大衛
- 盧彪飾阿柱
- 康祺飾醫師
- 吳朝駿飾阿駿
- 衛國泰飾黑點

特別客串：
- 夏靖庭飾酒客
- 劉德凱飾洪董
- 馬力歐飾炮哥
- 李亮瑾飾護士
- 四方飾檢察官
- 官家宇飾金律師

## 主題曲

### 片頭曲
| 編號 | 歌曲名稱 | 作詞   | 作曲   | 主唱   | 播出期間                     | 播出集數        |
| 1    | 一片天   | 吳嘉祥 | 吳嘉祥 | 王識賢 | 2003年8月6日－2003年12月12日 | 第1集～第93集   |
| 2    | 浪子情   | 高以德 | 日本曲 | 王識賢 | 2003年12月15日－2004年3月1日 | 第94集～第148集 |

### 片尾曲
| 編號 | 歌曲名稱   | 作詞   | 作曲   | 主唱           | 播出期間                      | 播出集數        |
| 1    | 悲戀的公路 | 葉俊麟 | 日本曲 | 王識賢         | 2003年8月6日－2003年10月8日   | 第1集～第46集   |
| 2    | 浪子情     | 高以德 | 日本曲 | 王識賢         | 2003年10月9日－2003年12月12日 | 第47集～第93集  |
| 3    | 破鏡重圓   | 許文祺 | 黃文龍 | 龍千玉、翁立友 | 2003年12月15日－2004年2月28日 | 第94集～第147集 |

## 獎項紀錄
| 年份   | 頒獎典禮     | 獎項             | 獲獎人 | 結果 |
| ------ | ------------ | ---------------- | ------ | ---- |
| 2004年 | 第39屆金鐘獎 | 戲劇節目男主角獎 | 張晨光 | 獲獎 |

## 電視節目的變遷
| 中華民國 民視無線台 八點檔               | 中華民國 民視無線台 八點檔               | 中華民國 民視無線台 八點檔 |
| ---------------------------------------- | ---------------------------------------- | -------------------------- |
|                                          | 日正當中 （2003年8月6日－2004年3月1日）  |                            |
| 青龍好漢 （2003年3月11日－2003年8月6日） | 慾望人生 （2004年3月1日－2004年9月22日） |                            |

## 外部連結
- YouTube上的日正當中播放列表